# تیر (دریانوردی)

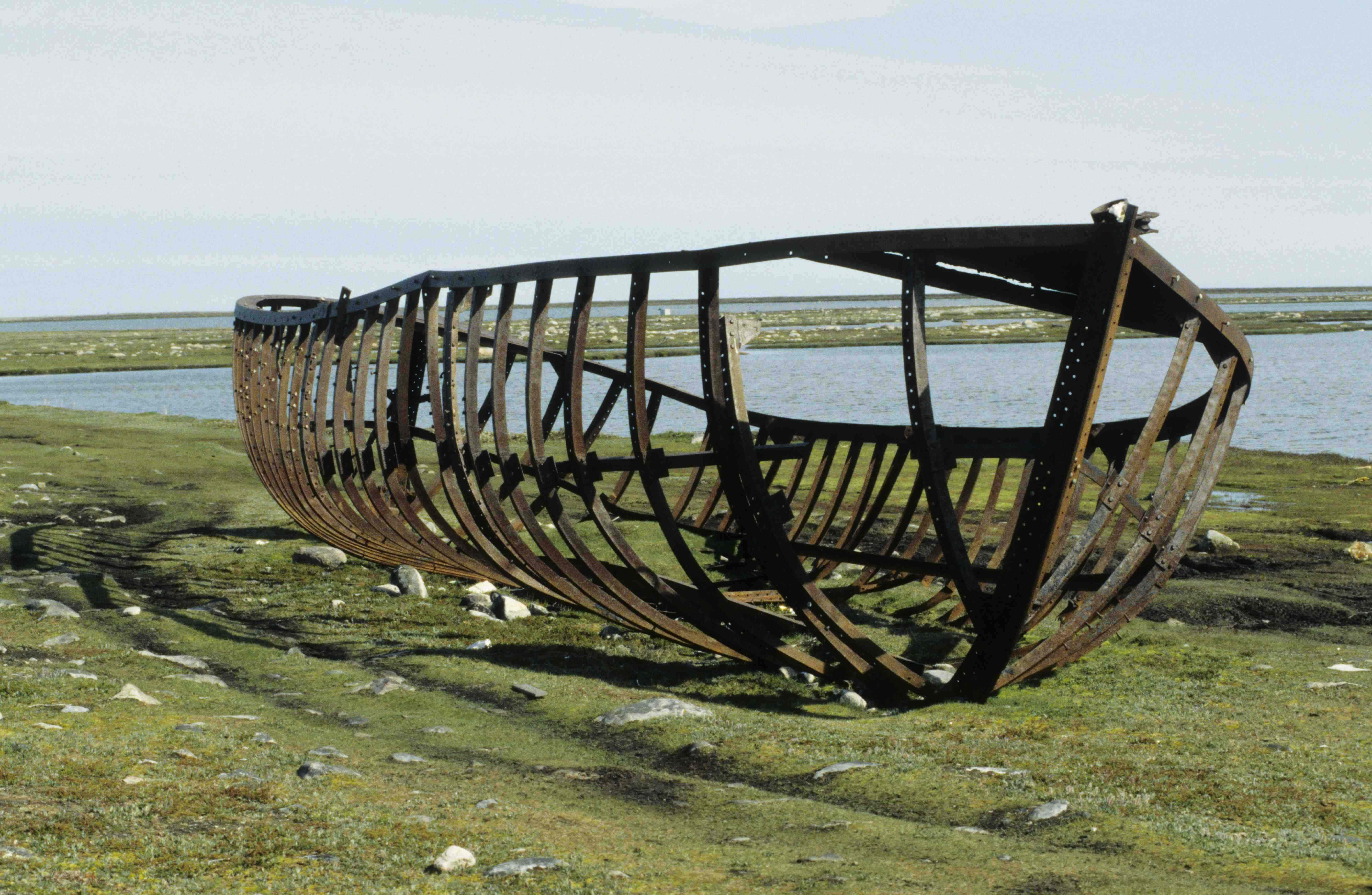
نمایی از اسکلت بدنه آهنی و تیر جلو در یک کشتی قدیمی

تیر (انگلیسی: Beam) یکی از ابعاد در یک کشتی یا قایق است؛ اندازهٔ عرض آن در عریض‌ترین نقطهٔ آن. حداکثر مقدار تیر (BMAX) فاصله بین صفحه‌های انتهای بیرونی ۲ پهلوی کشتی قرار دارند، تیر بدنه (BH) فقط شامل بخش‌های ثابت بدنه را شامل می‌شود و تیر در خط آب (BWL) حداکثر عرض بدنه است که سطح آب را قطع می‌کند.
به‌طور کلی، هرچه تیر یک کشتی (یا قایق) عریض‌تر باشد، ثبات اولیه آن بیشتر است، به قیمت پایداری ثانویه در صورت واژگونی، جایی که انرژی بیشتری برای برگرداندن کشتی از موقعیت معکوس آن لازم است. کشتی‌ای که به انتهای تیرهایش می‌پیچد، تیرهای عرشه‌اش تقریباً عمودی است.

## اندازه‌های معمولی
نسبت‌های معمولی طول به تیر (نسبت‌های تصویر) برای قایق‌های بادبانی کوچک از ۲:۱ (قایق‌های بادبانی تا قایق‌های بادبانی قابل تریلر حدود ۲۰ فوت یا ۶ متر) تا ۵:۱ (قایق‌های بادبانی مسابقه‌ای بیش از ۳۰ فوت یا ۱۰ متر) است.
کشتی‌های بزرگ دارای نسبت تیر بسیار متفاوتی هستند که برخی از آنها به ۲۰:۱ می‌رسد.
در قایقرانی رقابتی برای مسابقات که برای استفاده در آب‌های هموار طراحی شده‌اند نسبت طول قایق به تیر آن می‌تواند تا ۳۰:۱ باشد، در حالی که این نسبت در یک کوراکول (قایق‌های پهن کوچک) تقریباً ۱:۱ است – بیشتر تقریباً دایره‌ای هستند.